# 1115 Sabauda
1115 Sabauda è un asteroide della fascia principale del diametro medio di circa 68,82 km. Scoperto nel 1928, presenta un'orbita caratterizzata da un semiasse maggiore pari a 3,1125719 UA e da un'eccentricità di 0,1628806, inclinata di 15,30805° rispetto all'eclittica.
Sabauda è l'antico nome latino della Casa Savoia. Questo nome è anche un omaggio alla città di Sabaudia, nel Lazio.